# Nébuleuse Trifide
M20
Pour les articles homonymes, voir M20.
M20, également nommée la nébuleuse Trifide, est une région HII située dans la constellation du Sagittaire, au sein d'une région de formation stellaire dans le bras du Centaure de la Voie lactée. Cette région est près du bulbe central de notre galaxie. La nébuleuse Trifide renferme un amas ouvert d'étoiles désigné par certains uniquement comme NGC 6514.  
Selon les plus récentes mesures réalisées par le satellite Gaia sur les étoiles à l'intérieur de M20, l'amas est à 1 214+13
 −12 parsecs (3 960 ± 42 al) du système solaire, et il s'approche de nous à une vitesse estimée entre 2,1 ± 1,6 km/s et 5,0 ± 3,7 km/s.

## Histoire
Un temps orthographiée triffide, la nébuleuse Trifide a été découverte par Charles Messier en 1764, qu'il a ensuite ajoutée dans son catalogue,. L'origine du nom courant de M20 est attribuée à John Herschel ; bien que les réfractaires aux anglicismes peuvent donner à M20 le surnom de nébuleuse du Trèfle, le terme de Trifide est toujours de mise, dans les milieux francophones, pour rappeler l'apparence inhabituelle de la nébuleuse — en anglais, trifid est un qualificatif pouvant se traduire par trilobé(e).
La disposition de la nébuleuse Trifide en trois lobes explique sans doute la raison pour laquelle William Herschel lui a attribué quatre numéros différents dans son catalogue : H IV.41, H V.10, H V.11 et H V.12.
La nébuleuse sombre qui est à l'origine de l'apparence trifide a été cataloguée B 85 par l'astronome américain Edward Barnard. 

## Observation
D'une manière générale, on peut observer la nébuleuse sous la forme d'un disque assez brillant et de luminosité relativement uniforme — si l'on ne tient pas compte des méandres formés par les chenaux de la nébuleuse obscure — accolé d'un disque de taille voisine mais un peu plus faible et décroissant en luminosité au fur et à mesure que l'on s'éloigne de l'étoile qui se trouve au centre. La nébuleuse se présente donc comme deux disques accolés d'une dizaine de minutes d'arc chacun au centre desquels se trouve une étoile — triple dans l'un des cas. Si les conditions sont réunies, l'astronome amateur pourra observer cela au moyen d'un télescope de 200 mm de diamètre (l'étoile triple sera le plus souvent vue double).
La nébuleuse Trifide partage la vedette de cette région extrêmement riche du ciel avec de nombreux objets brillants à proximité, notamment la nébuleuse de la Lagune (M8) située à environ 1,4 degré au sud-est de M20. Elle est d'ailleurs encore plus rapprochée de l'amas ouvert M21 qui est à 0,4° au nord-est. Un autre amas ouvert, NGC 6546, est situé à environ 1,2° au sud-est.

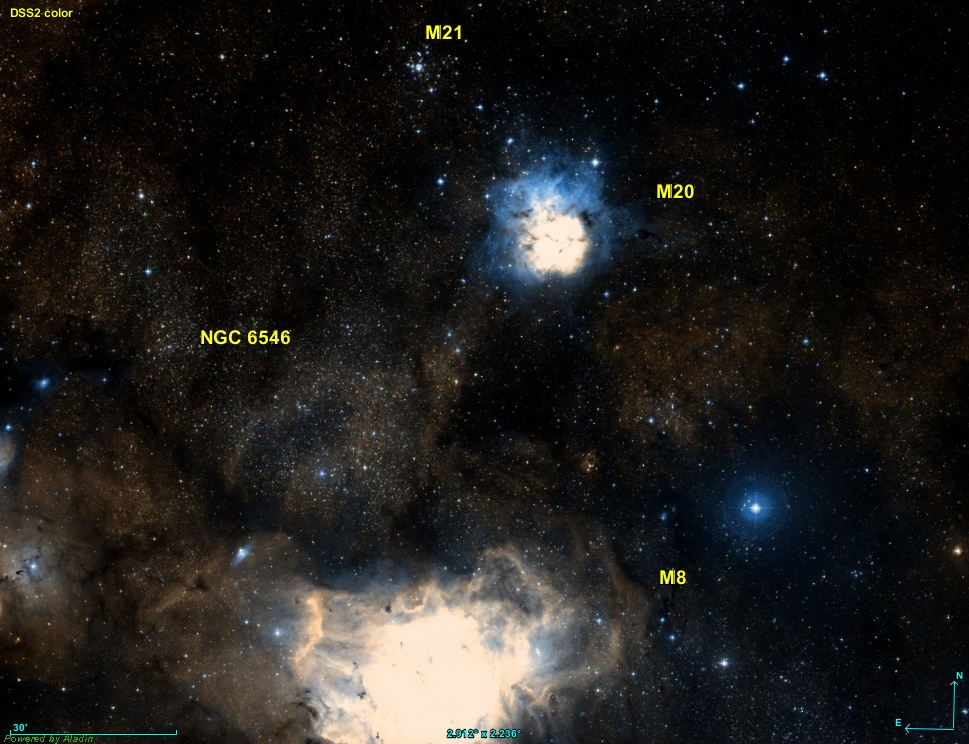
La région de la nébuleuse Trifide.

## Caractéristiques
Assez connue comme une nébuleuse en émission traversée par une nébuleuse obscure digitée qui lui donne son aspect caractéristique, ses régions externes constituent en outre une nébuleuse par réflexion dont une binaire spectroscopique bleue relativement brillante HD 164402, au nord (17h 58m 54.38s -22° 46′ 49.06.24″), révèle la présence par un vaste halo diffus de même teinte centré sur cette étoile. La parallaxe de cette étoile est de 0,887 4 ± 0,054 1 mas ce qui correspond à une distance de 1 127 ± 69 pc (∼3 680 al).
Les observations réalisées par le satellite Chandra, en plus d'identifier 304 sources de rayonnement X, ont permis de résoudre le système stellaire HC 164492 en trois ou même quatre sources distinctes. HD 164492A est une étoiles de type O7.5 III et c'est elle qui ionise la nébuleuse. Les composantes B et C sont des étoiles de B6 V et la quatrième composante possible est de type Be. Une douzaine d'étoiles de la région présentent des éruptions et la plupart sont des étoiles pré-sequence principale. Le nombre total d'étoiles dans la nébuleuse est estimé à 3100.
Des observations réalisées à l'aide du télescope spatial Spitzer ont permis de découvrir 30 étoiles embryonnaires massives et 120 étoiles nouvellement nées dispersées à la fois dans ses couloirs sombres et dans ses nuages lumineux. Ces étoiles sont visibles sur l'image infrarouge de Spitzer sous forme de taches jaunes ou rouges. Dix des embryons massifs sont situés dans les quatre couloirs sombres de la nébuleuse.

## Galerie d'images

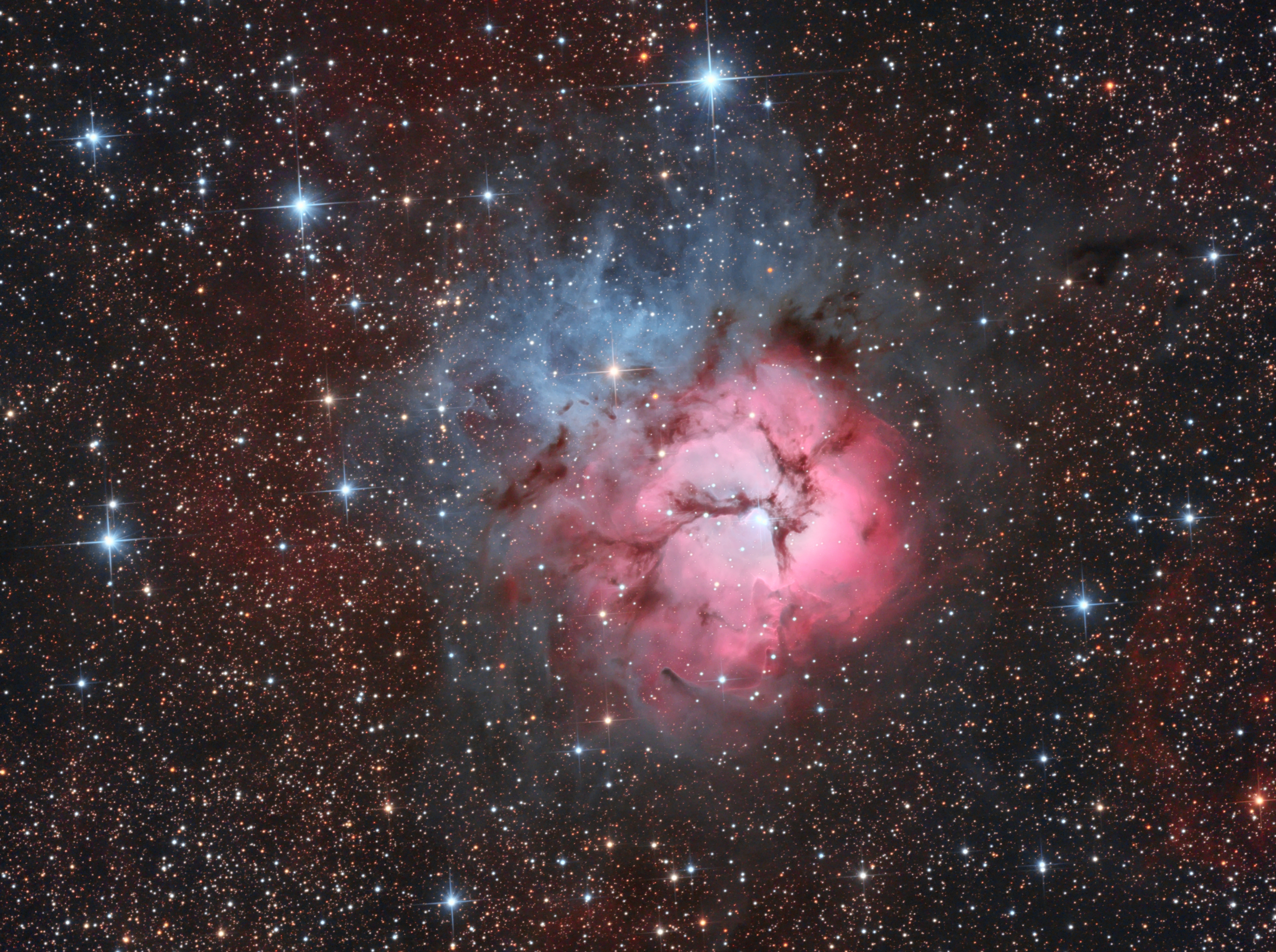
Vue générale de la nébuleuse.
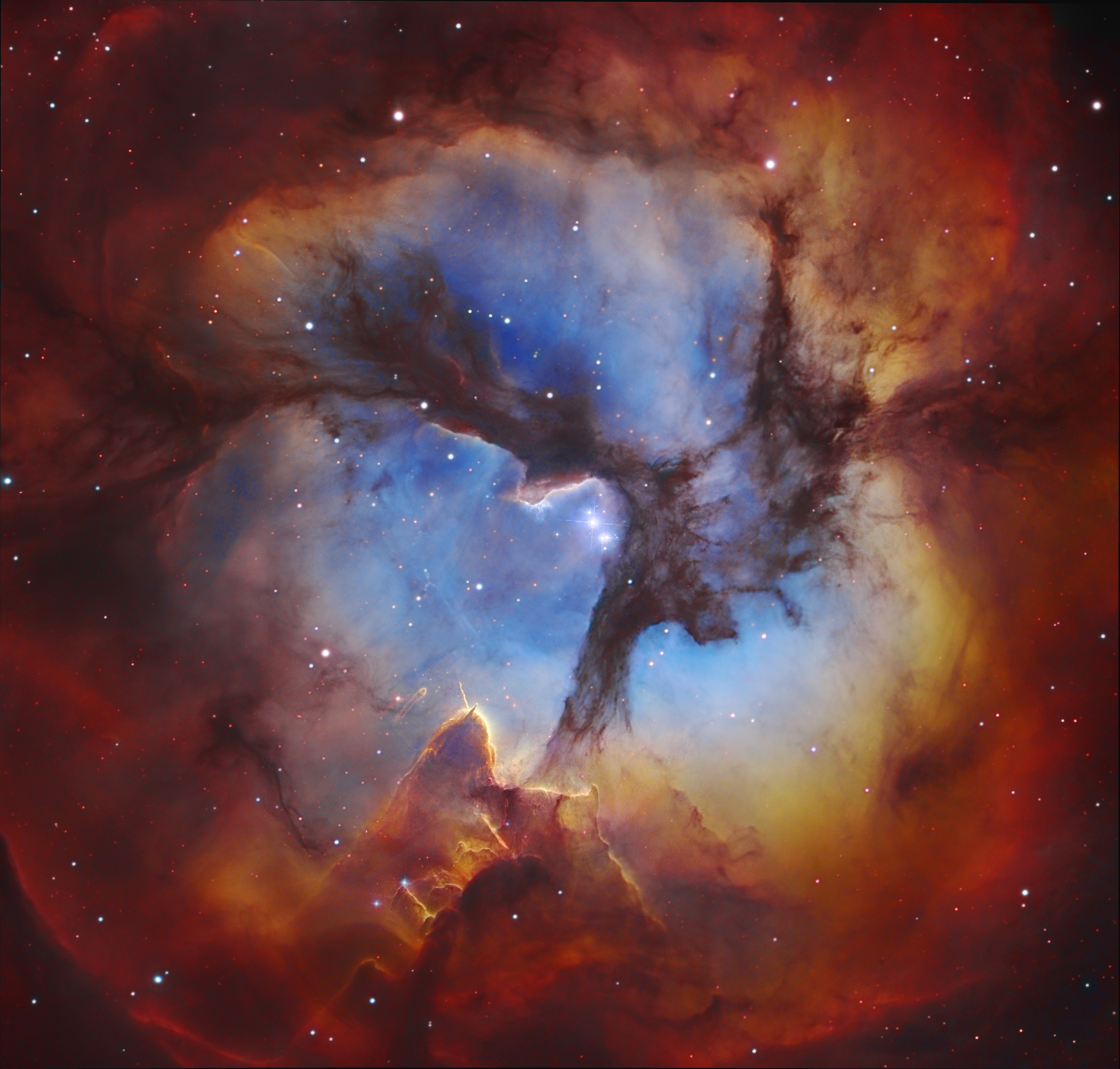
Centre de la nébuleuse Trifide. Photo prise par le télescope Hubble.
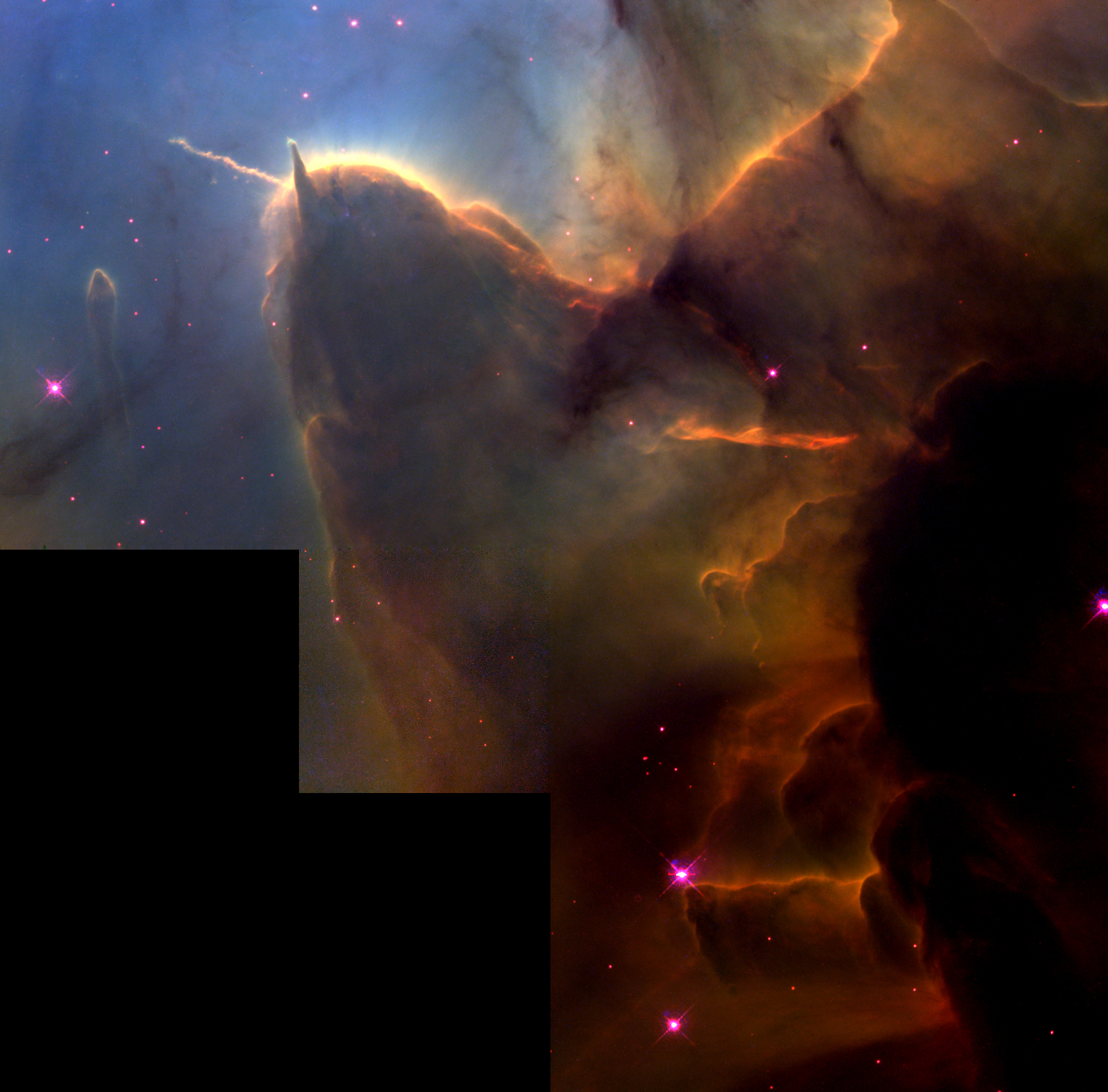
Détail de la nébuleuse
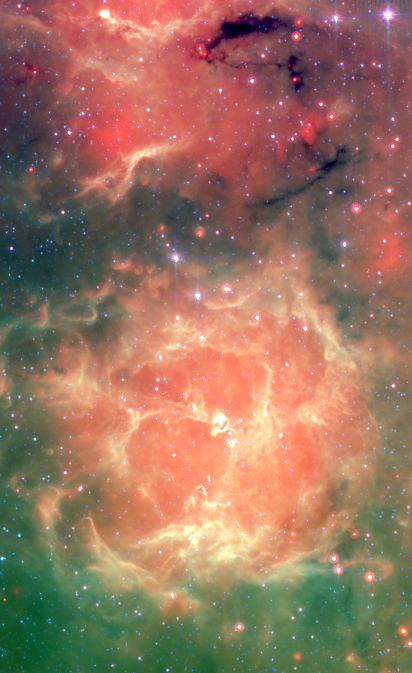
Image en infrarouge vue par le télescope Spitzer

## La nébuleuse Trifide dans la culture
- Un dessin de cette nébuleuse est présent dans la BD Les 6 voyages de Lone Sloane de Philippe Druillet (1972).
- La nébuleuse apparaît également sur la pochette de l'album Islands de King Crimson (1971).